# سلامة مرورية
يشير مصطلح السلامة المرورية الطرقية إلى التدابير والإجراءات المُستخدمة لتدارك تعرّض مستخدمي الطرق للقتل أو الإصابة بجروح خطيرة. تشتمل قائمة مستخدمي الطرق النموذجية على المشاة، وراكبي الدرّاجات الهوائية، وسائقي المركبات، وركّاب المركبات، وراكبي الخيل، وركّاب وسائل المواصلات العمومية البرّية (خصوصًا الحافلات وعربات الترام).
تشمل أفضل ممارسات إستراتيجية السلامة على الطرق الحديثة:
تتمثّل الاستراتيجية الأساسية لنهج النظام الآمن في التأكد من بقاء طاقات الارتطام دون عتبة الحد الأدنى المحتمل لأن تؤدي إلى الوفاة أو الإصابات الخطيرة في حال حدوث تصادم. تتفاوت هذه العتبة عند المقارنة بين فرضيتين مختلفين من فرضيات التحطّم، إذ يعتمد الأمر على مستوى الحماية المُقدّم لمستخدمي الطرق المعنيين. على سبيل المثال، تتضاءل فرص البقاء على قيد الحياة على نحو سريع بالنسبة لأحد المشاة غير المحميين الذي اصطدمت به مركبة بسرعة تزيد عن 30 كم/ ساعة، لكن يختلف الأمر بالنسبة لركّاب المركبات ممّن يضعون حزام الأمان؛ إذ تبلغ سرعة الارتطام الحرجة 50 كم/ ساعة (بالنسبة لحوادث التصادم الجانبية) و70 كم/ ساعة (بالنسبة لحوادث التصادم المباشرة). ـ المنتدى الدولي للنقل، نحو منع الحوادث، أهداف طموحة فيما يتعلّق بالسلامة الطرقية ونهج النظام الآمن، الخلاصة الوافية في الصفحة 19.
ينبغي تطبيق تسلسل هرمي للضوابط، أي على غرار التدابير المُستخدمة لتحسين السلامة والصحة المهنية؛ وذلك نظرًا لافتقار وجود حلول مستدامة لجميع أصناف السلامة الطرقية، لا سيما الطرق الريفية التي تنخفض فيها الحركة المرورية والطرق النائية. فيما يتعلّق في أعلى مستويات السلامة، ينبغي توافر وقاية مستدامة من الإصابات الخطيرة وحالات الوفاة، بالإضافة إلى الاستدامة المنطوية على النظر في جميع مجالات النتائج الأساسية. أمّا في ما يتعلّق بالمستوى الثاني من السلامة، ينبغي الحد من المخاطر الآنية، الأمر الذي يشمل تزويد المستخدمين المعرّضين لخطر شديد بإشعار محدد لتمكينهم من اتخاذ الإجراءات التي من شأنها التخفيف من حدّة الخطر. أمّا في ما يتعلق بالمستوى الثالث، فهو الحد من مخاطر الاصطدام؛ الأمر الذي ينطوي على تطبيق معايير وإرشادات لتصميم الطرق (كتلك التي تضعها الجمعية الأمريكية لموظّفي الطرق السريعة والنقل)، بالإضافة إلى تحسين سلوك السائق وعملية إنفاذ القانون.
دُرست السلامة المرورية باعتبارها علمًا لأكثر من 75 عامًا.

## الخلفية
تعدّ حوادث المرور الطرقية إحدى أعظم العقبات العالمية في وجه الصحة العمومية والوقاية من الإصابات، ومما يزيد من حدّة هذه المشكلة هو تمتّع ضحاياها بصحّة جيّدة قبل وقوع هذه الحوادث. تفيد منظّمة الصحة العالمية بأن أكثر من مليون شخص يلقون مصرعهم سنويًا على الطرق. قدّر أحد التقارير الذي نشرته منظمة الصحة العالمية في عام 2004 عدد الأشخاص الذين لقوا مصرعهم في حوادث التصادم المرورية بـ 1.2 مليون شخص سنويًا، بينما قدّر عدد الأشخاص الذين أُصيبوا بجروح بـ 50 مليون شخص سنويًا؛ أضاف التقرير أن حوادث التصادم المرورية هي السبب الرئيسي للوفاة بين الأطفال الذين يبلغون من العمر 10-19 عامًا. أشار هذا التقرير أيضًا إلى بلوغ هذه المشكلة أقصى درجاتها في البلدان النامية، موكّدًا على أهمية تدابير الوقاية البسيطة في تخفيض عدد الوفيات إلى النصف.
تشمل التدابير القياسية المُستخدمة في تقييم تداخلات السلامة الطرقية كلًّا من معدلات الوفيات أو القتل أو الإصابات الخطيرة (كيه. إس. إيه)، التي عادةً ما تُقاس لكل مليار (109) كيلومتر يقطعه الراكب. تستبدل الدول التي تتبّع نموذج السلامة الطرقية القديم معدلات التصادم بمعدّلات القتل أو الإصابات الخطيرة، التي تُقاس بمعدل التصادم لكل مليون ميل تقطعه العربة.
يعدّ بقاء سرعة المركبات ضمن نطاق التفاوت البشري المسموح بهدف تجنّب الإصابات الخطيرة والموت هدفًا أساسيًا من أهداف التصميم الطرقي الحديث، وذلك نظرًا لتأثير سرعة التصادم على شدّة الإصابة لكل من الركّاب والمشاة. وجد جوكشا (1993) أن احتمالية وفاة السائقين في تصادم أكثر من مركبة تتناسب طرديًا مع القوة الرابعة لسرعة الارتطام (التي غالبًا ما يُشار إليها باستخدام المصطلح الرياضي δv «دلتا في»، الذي يعني التغير في السرعة). تقع الإصابات بسبب التسارع الحاد المفاجئ (أو التباطؤ)؛ الأمر الذي يصعب قياسه. وعلى الرغم من ذلك، تستطيع تقنيات إعادة تمثيل التحطّم تقدير سرعة السيارة قبل وقوع الحادث. وبالتالي، يُستخدم التغيير في السرعة باعتباره بديلًا للتسارع. مكّن هذا الأمر إدارة الطرق السويدية من تحديد منحنيات الخطر المرتبطة بمعدلات القتل أو الإصابات الخطيرة باستخدام بيانات إعادة التمثيل الفعلية، التي تسببت في التفاوت البشري المسموح للإصابات الخطيرة والموت المشار إليه أعلاه.
يسهل تحديد التدخلات عمومًا في نموذج السلامة الطرقية الحديث، الذي يصبّ تركيزه على التفاوت البشري المسموح للإصابات الخطيرة والموت. على سبيل المثال، يتطلّب استبعاد معدلات القتل أو الإصابات الخطيرة في الحوادث المباشرة تركيب حاجز اصطدام وسيطًا. بالإضافة إلى ذلك، تقابل الطرق الملتوية التي تترافق مع أساليب لتخفيف السرعة عددًا قليلًا من الاصطدامات التي تسفر عن وقوع قتلى أو الإصابة بجروح.